# 蒙乔伊广场

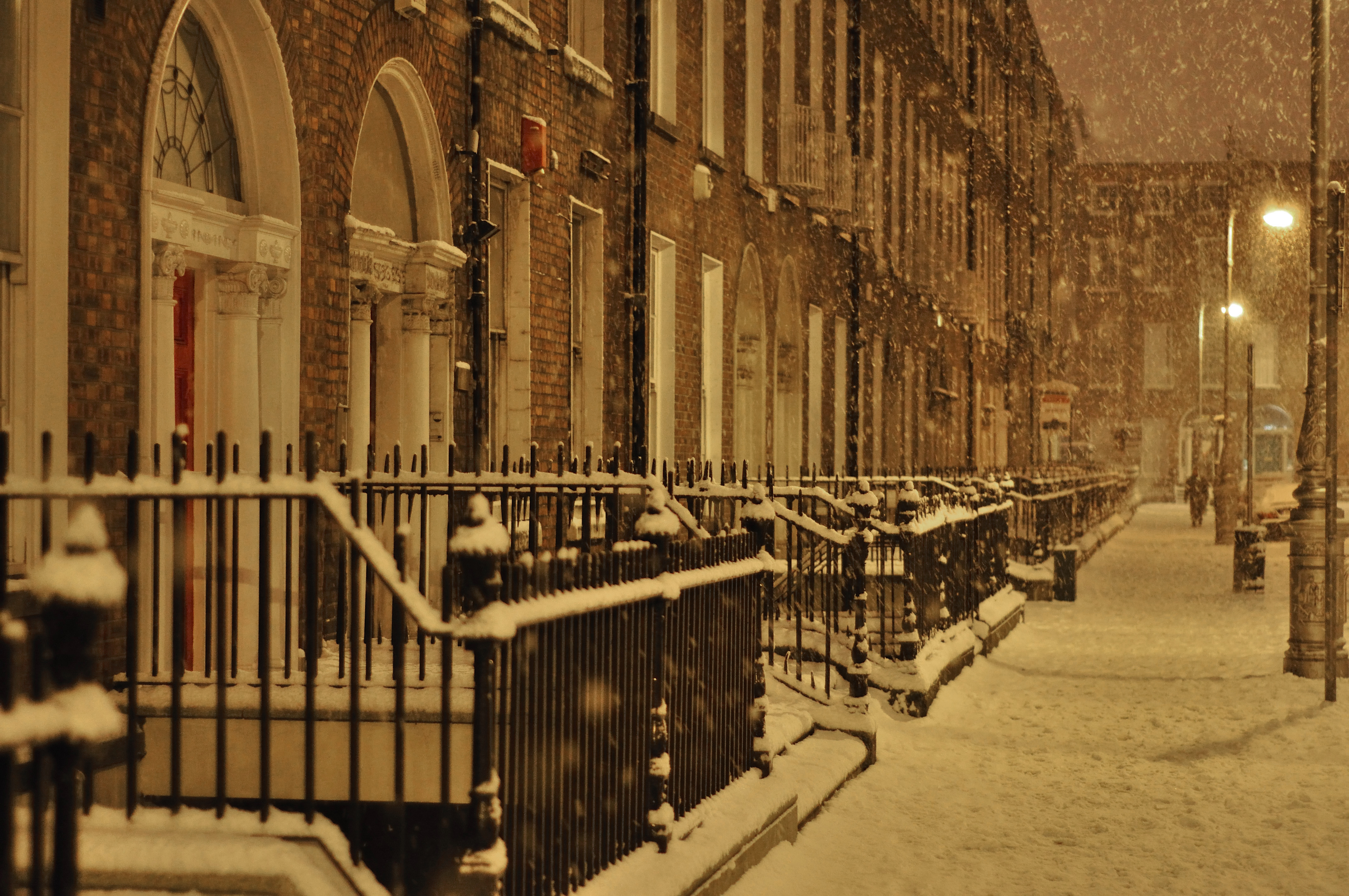
蒙乔伊广场南侧雪中

蒙乔伊广场（英语：Mountjoy Square，爱尔兰语：Cearnóg Mhuinseo）是爱尔兰都柏林的五个乔治式广场之一，坐落在北岸，距离利菲河不到一公里。广场在18世纪后期由蒙特乔伊子爵规划和开发，四周环绕着带露台的乔治式红砖住宅。工程开始于1790年代，完成于1818年。
几个世纪以来，曾有许多律师，教士，政治家，作家和视觉艺术家住在这个广场，例如作家詹姆斯·乔伊斯、剧作家肖恩·奥凯西，威廉·巴特勒·叶芝和他的朋友约翰·奥里亚雷，2007年奥斯卡获奖影片《Once》在广场拍摄。
蒙乔伊可以称作是都柏林唯一真正的乔治式广场，每一侧长度均为140米，北、东、西三面各有18栋房屋，西侧有19栋。虽然最初每侧为单独编号，但现在是从西北角的1号开始连续顺时针方向编号。
虽然一些原有的建筑物在20世纪遭到废弃，并最终拆除，新建的房屋的立面仍保持其外观的一致。

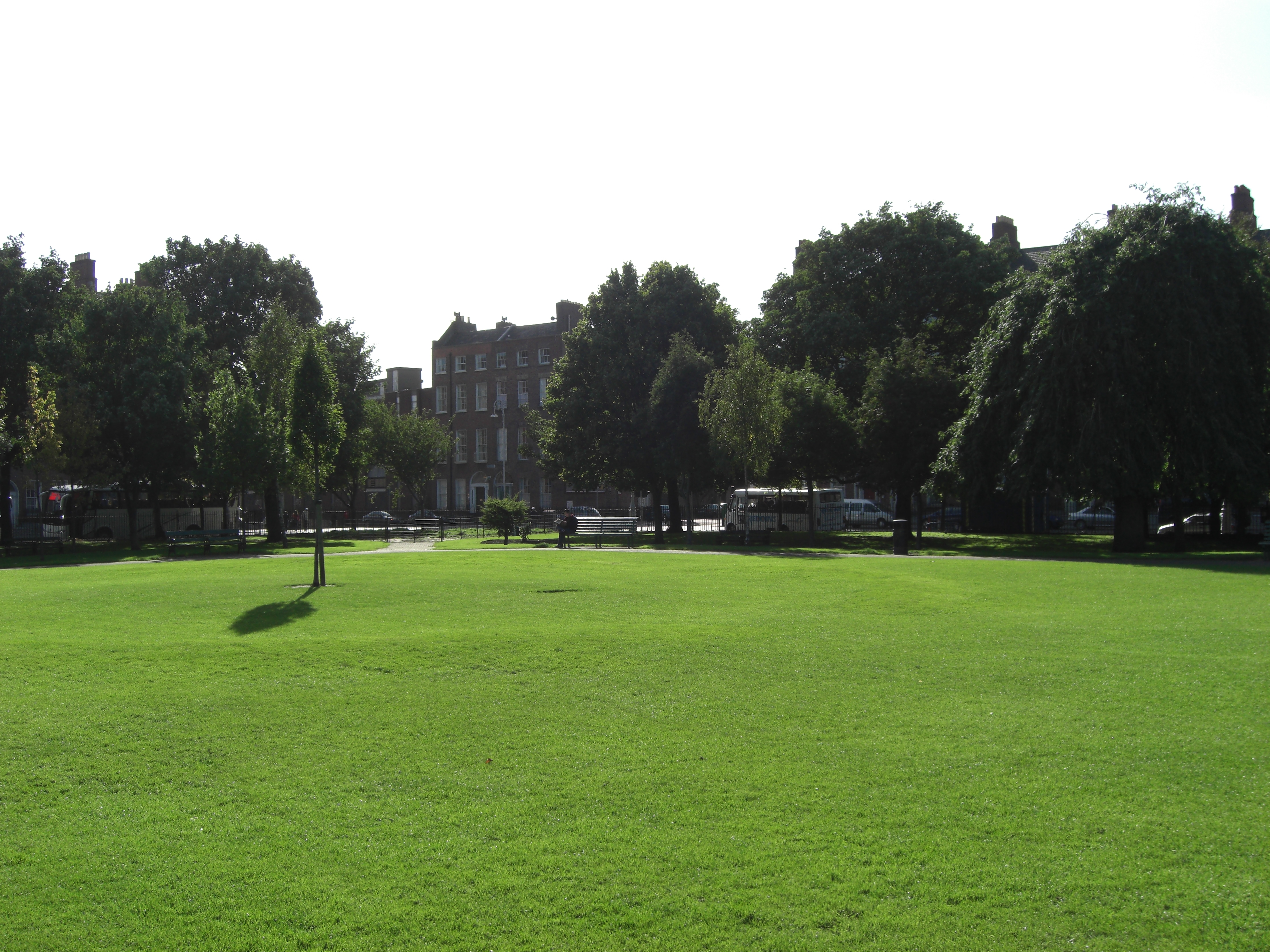